# كارلوس بيريز
كارلوس بيريز (بالإسبانية: Carlos Pérez Álvarez)‏ (1 نوفمبر 1971 فيغو إسبانيا - 5 يوليو 2006 نيغران إسبانيا) هو لاعب كرة قدم إسباني سابق كان يلعب كلاعب وسط.

## روابط خارجية
- كارلوس بيريز على موقع قاعدة بيانات كرة القدم.إي يو (الإنجليزية)